# Maskenfest-Quadrille
Die  Maskenfest-Quadrille ist eine Quadrille von Johann Strauss (Sohn) (op. 92). Sie wurde am 4. Februar 1851 im Redouten-Saal der Wiener Hofburg erstmals aufgeführt.

## Einzelnachweis
1. ↑  Quelle: Englische Version des Booklets (Seite 114) in der 52 CDs umfassenden Gesamtausgabe der Orchesterwerke von Johann Strauß (Sohn), Hrsg. Naxos (Label). Das Werk ist als erster Titel auf der 44. CD zu hören.